# Ecopower
Ecopower est un fournisseur belge d'électricité d'origine renouvelable. La coopérative, fondée en 1991, finance des projets d'énergies renouvelables en Flandre.

## Histoire
En 1991, la société coopérative de production d'électricité est fondée.
En 1999, Ecopower remporte l'appel d'offres de la municipalité d'Eeklo, une ville de Flandre orientale, face à son concurrent Electrabel - filiale du groupe Suez. Pour financer son accroissement, la société se tourne vers une banque éthique néerlandaise, Triodos Bank, complété par des parts de capitales de la coopérative rémunérée annuellement à 6 %. 2 500 clients sont alors fournies en électricité par les trois éoliennes financées,.
À la suite de la libéralisation du marché de l'énergie en Flandre, en juillet 2003, Ecopower devient fournisseur d'électricité renouvelable.
En 2006, Ecopower apporte une garantie financière à la coopérative d'énergie renouvelable Enercoop, pour soutenir un appel d'offres de fourniture d'électricité hydraulique auprès d'EDF.
En 2007, la société réalise un chiffre d'affaires de 7,5 millions d'euros, avec un bénéfice de 1,4 million d'euros.
Fin 2008, la société proposait les tarifs d'électricité les plus bas du marché belge. Son fondateur, Dirk Vansintjan, revendiquait alors vendre de l'électricité « à prix coûtant ».
Fin 2010, 1 % des foyers flamands étaient alimentés par Ecopower.
Les offres d'électricité renouvelable des coopératives belges, parmi lesquelles, Energie 2030, Wase Wind, Cociter et Ecopower - sont « hautement recommandés », selon le classement Greenpeace,,,.

## Sociétaires
Fin 2008, la coopérative comptabilisait 15 000 sociétaires. Ils disposent alors, en moyenne, de trois parts de capital de 250 euros chacune. La législation belge permet une rémunération maximum 6 %. Les bénéfices restants sont réinvestis dans le projet.
La coopérative revendique 50 000 societaires en 2017. 40 % des clients d'Ecopower ont installé des panneaux solaires sur leurs bâtiments.

## Moyens de productions
La coopérative achète et construit des unités d'électricité renouvelable, telles que des éoliennes et des turbines hydrauliques, en Belgique,. Les projets de ces dernières années comprennent l'installation d'éoliennes à Eeklo, Gistel et Gand, et l'installation de turbines hydroélectriques à Rotselaar, Hoegaarden et Overijse.
En 2020, Ecopower et ECoOB (une autre coopérative) ont lancé un projet d'énergie solaire à Louvain, en construisant des installations solaires sur 10 toits publics et en offrant aux citoyens la possibilité de devenir copropriétaires.

## Partenaires

### Partenaires belges
Les offres de coopératives des fournisseurs couvrent la Belgique, est sont majoritairement localisées : Wase Wind fournit le Pays de Waes, Ecopower la Flandre, Cociter la Wallonie. Seule exception, Energie 2030 est la seule à proposer une offre sur tout le territoire national.

### Partenaires européens
D'autres coopératives énergétiques à travers l'Europe, se sont inspirées de son modèle, comme Som Energia en Espagne.
À l'échelon européen, Ecopower est membre du groupe belge de coopératives renouvelables REScoop.be. Elle travaille en lien avec des fournisseurs coopératifs d'énergie renouvelable comme Enercoop en France, Som Energia en Espagne et De Windvogel aux Pays-Bas. En 2013, ils fondent la fédération européenne des coopératives d'énergie renouvelable REScoop.eu et Rescoop Mecise.